# Prima Grad
Prima Grad je robna kuća u gradu Splitu, izgrađena je 1966. na adresi Trg Gaje Bulata 5.

## Povijest
Podignuta je 1966. godine. Projektirao ju je Antun Šatara. Bila je Jadrantekstilova robna kuća. Prvo se je zvala samo Prima, što je kratica od "PRImorski MAgazin". Poslije su otvorene i druge Jadrantekstilove robne kuće, sve s imenom Prima, a da bi ih se razlikovalo, dobile su dodatke u imenu: Prima Namještaj, Prima 3. Bila je otvorena i Prima u Trogiru.
Zgrada Prime Grad nije pojedinačno zaštićena kao kulturno dobro, ali se nalazi unutar zone "B" zaštićene kulturnopovijesne cjeline.
Neki ju uzimaju za najstariji trgovački centar u Splitu, no ona je robna kuća.

## Lokacija
Smještena je u samom centru grada nasuprot zgrade HNK Split koji javnom gradskom prijevozu služi kao brzo početno-završno stajalište s linijama br. 1, 5, 5A, 6, 11, 14, 16 i 18. Ispred njega osim, brzog autobusnog stajališta se nalazi i taksi stajalište. U blizini Prime Grad su Kuća Jelaska, Franjevačka crkva i samostan Gospe od Zdravlja, HNK Split, Zgrada austro-ugarske vojarne, Marmontova ulica, Bedem Priuli i Crkva Bezgrješnog začeća BDM.

## Trgovine
U svojoj ponudi ima modne brendove i trgovine.

## Vanjske poveznice
- Prima Grad na Facebooku